# Andrea Norheim
Andrea Norheim, née le 30 janvier 1999 à Stavanger, est une footballeuse norvégienne évoluant au poste d'attaquante.

## Biographie

### Carrière en club
Après avoir joué à un niveau amateur avec l'équipe masculine du club norvégien de Bryne FK, elle commence sa carrière professionnelle en Toppserien avec le Klepp IL en 2015.
En février 2016, elle effectue un essai convaincant à l'Olympique lyonnais, qui la recrute officiellement en juillet 2016. Elle est alors âgée de 17 ans. Elle joue son premier match sous ses nouvelles couleurs le 8 janvier 2017, lors des seizième de finale de Coupe de France contre Ambilly, match remporté 8-0. Entré en jeu à la 74e minute à la place de Dzsenifer Marozsán, elle inscrit son premier but à la 76e minute. En plus de s'entraîner avec le groupe professionnel, elle participe à plusieurs matches de l'équipe réserve.
Elle résilie son contrat avec le club rhodanien en fin d'année 2017 afin de rejoindre le club suédois Piteå IF qui évolue en première division. Elle devient championne de Suède dès sa première saison en 2018.

### Carrière en sélection
Andrea Norheim joue son premier match international avec l'équipe de Norvège U-17 le 4 avril 2015 contre l'Autriche, à l'occasion d'un tournoi qualificatif pour le championnat d'Europe 2015. Elle participe à nouveau au championnat d'Europe en 2016 et se classe quatrième de la compétition.
Avec l'équipe de Norvège U-19, elle participe à l'Euro 2018 en Suisse. Elle est éliminée en demi-finale par l'Allemagne.

## Statistiques
| Saison                | Club                  | Championnat           | Championnat | Championnat | Coupe(s) nationale(s) | Coupe(s) nationale(s) | Compétition(s) continentale(s) | Compétition(s) continentale(s) | Compétition(s) continentale(s) | Total | Total |
| Saison                | Club                  | Division              | M.          | B.          | M.                    | B.                    | Comp.                          | M.                             | B.                             | M.    | B.    |
| 2015                  | Klepp IL              | Toppserien            | 17          | 3           | 1                     | 0                     | -                              | -                              | -                              | 18    | 3     |
| 2016                  | Klepp IL              | Toppserien            | 2           | 1           | -                     | -                     | -                              | -                              | -                              | 2     | 1     |
| Sous-total            | Sous-total            | Sous-total            | 19          | 4           | 1                     | 0                     | -                              | -                              | -                              | 20    | 4     |
| 2016-2017             | Olympique lyonnais    | Division 1            | 0           | 0           | 1                     | 1                     | WCL                            | 0                              | 0                              | 1     | 1     |
| 2017-2018             | Olympique lyonnais    | Division 1            | 0           | 0           | 0                     | 0                     | WCL                            | 0                              | 0                              | 0     | 0     |
| Sous-total            | Sous-total            | Sous-total            | 0           | 0           | 1                     | 1                     | -                              | 0                              | 0                              | 1     | 1     |
| 2018                  | Piteå IF              | Damallsvenskan        | 22          | 4           | 3                     | 0                     | -                              | -                              | -                              | 25    | 4     |
| 2019                  | Piteå IF              | Damallsvenskan        | -           | -           | 1                     | 2                     | WCL                            | -                              | -                              | 1     | 2     |
| Sous-total            | Sous-total            | Sous-total            | 22          | 4           | 4                     | 2                     | -                              | 0                              | 0                              | 26    | 6     |
| Total sur la carrière | Total sur la carrière | Total sur la carrière | 41          | 8           | 6                     | 3                     | -                              | 0                              | 0                              | 47    | 11    |

## Palmarès
Olympique lyonnais :
- Vainqueur de la Coupe de France en 2017[7] (1)

 Piteå IF :
- Championne de Suède en 2018 (1)

 HB Køge :
- Championne du Danemark en 2023 (1)